# Comité philhellène de Paris
Le comité philhellène de Paris (ou comité grec) (1825-1827) est la première forme prise par le philhellénisme en France.

## Création
Les premiers comités philhellènes naquirent en Allemagne (fin août 1821 à Stuttgart). Le comité philhellène de Londres fut créé le 28 février 1823. La création d'un comité parisien fut annoncée le 21 décembre 1824 mais son existence ne fut rendue publique que le 28 février 1825 par le Journal des Débats.  Il était le « comité central » d'une organisation plus vaste : la Société Philanthropique de Paris. Cette dernière compta au long de son histoire 523 adhésions, mais le comité, plus sélectif n'accueillit que 25 membres dont quatre ducs, des comtes, des généraux, des intellectuels et des hommes politiques membres du parlement (ils pouvaient combiner les différentes catégories). Le Comité philhellène de Paris compta parmi ses membres, entre autres, François-René de Chateaubriand, Ambroise Firmin-Didot, le général comte Étienne Maurice Gérard, le grand philologue grec Adamántios Koraïs, le général Horace Sébastiani, Henry Dutrône, le comte Charles-Philibert de Lasteyrie du Saillant, agronome philanthrope, le comte Eugène d'Harcourt, futur parlementaire.

## Activités
Le comité se réunissait de façon assez informelle en moyenne une fois par semaine, sans réellement tenir de procès-verbaux, ce qui fait que ses activités sont assez mal connues, contrairement à celle du comité de Genève. Chateaubriand évoque dans ses Mémoires d'Outre-tombe quelques-unes des activités du Comité : « Il se forma à Paris un comité grec dont je fis partie. Le comité s'assemblait chez M. Ternaux, place des Victoires. Les sociétaires arrivaient successivement au lieu des délibérations. M. le général Sébastiani déclarait, lorsqu'il était assis, que c'était une grosse affaire ; il la rendait longue : cela déplaisait à notre positif président, M. Ternaux [...] Les dépêches de M. Fabvier faisaient souffrir le comité ; il nous grognait fort ; il nous rendait responsables de ce qui n'allait pas selon ses vues, nous qui n'avions pas gagné la bataille de Marathon. » L'écrivain témoigne de l'aide que le comité apportait à de jeunes Grecs méritants, en prenant à sa charge les frais de leur éducation, comme ce fut le cas en 1825 pour un des fils de Constantin Kanaris, Themistoklís, « cet enfant plein d'esprit et d'intelligence ». 
La correspondance d'Adamantios Koraïs donne également une idée du secours que le Comité apportait à des jeunes gens Grecs désireux de poursuivre des études en Europe.

## Dissolution
Le comité, comme tous les autres comités philhellènes, se délita peu à peu quand son utilité se fit moins sentir, après la bataille de Navarin d'octobre 1827 surtout.